# Маслаков, Дмитрий Андреевич
Дмитрий Андреевич Маслаков (8 февраля 1927 года, село Лесники, Мстиславский район, Могилёвская область — 25 февраля 2011) — белорусский патофизиолог, доктор медицинских наук (1974), профессор (1975). Почётный гражданин Гродно (1997). Заслуженный деятель науки БССР (1979).

## Биография
Окончил Витебский государственный медицинский институт (1951), Первый Московский медицинский институт (аспирантура, 1954).
Работал в Витебском медицинском институте доцентом кафедры патологической физиологии (1954—1962), деканом факультета (1959—1962), ректором Гродненского государственного медицинского университета (1962—2011) и одновременно заведующий кафедрой патологической физиологии (1962—2003).
Область научных интересов: патологическая физиология.

## Награды и звания
- Звание «Заслуженный деятель науки БССР» (1979 г.)
- Орден «Знак Почёта» (1966 г.)
- Орден Трудового Красного Знамени (1971 г.)
- Орден Дружбы народов (1981 г.)
- Медаль Франциска Скорины (1997 г.)
- Грамота Президиума Верховного Совета БССР (1961 г.)
- Грамота Верховного Совета БССР (1977 г.)
- Грамота Верховного Совета Республики Беларусь (1993 г.)
- Грамота Национального собрания Республики Беларусь (2008 г.)
- Нагрудный знак «Отличник здравоохранения» (1970 г.) и другие.
- Почётный гражданин города Гродно[1].